# 日本白墨工業
日本白墨工業（にほんはくぼくこうぎょう）は埼玉県三郷市泉に本社を持つ文具メーカー。天神チョークのブランド名で知られ、羽衣チョークと共に日本を代表するチョークのブランドである。主に教育用文具を製造しており、チョークの他、黒板、ホワイトボード、教育用の粘土がある。

## 主な商品
- 天神チョーク
- チョークホルダー
- 黒板消し
- 黒板
- ホワイトボード
- ニス（和信ペイントの商品を販売）

ほか